# Pearl-index
Pearl-indexet er et index, der angiver, hvor sikker en given præventionsform er. 
Pearl-indexet udarbejdes ved at foretage en opgørelse af antal graviditeter blandt kvinder, der benytter prævention, og som trods brugen af prævention er blevet gravide. Indexet beregnes efter følgende formel:
{\displaystyle {\mbox{Pearl-Index}}={\frac {{\mbox{Antal graviditeter}}\cdot 12}{{\mbox{Antal kvinder}}\cdot {\mbox{Antal måneder}}}}\cdot 100}
Indexet udtryket således, hvor mange blandt 100 seksuelt aktive kvinder, der benytter prævention, der på trods heraf bliver gravide i løbet af et år. 
Pearl-indexet indeholder en relativ stor usikkerhed, da det er uvist om den enkelte kvinde ikke har anvendt præventionsformen korrekt.
 Der er for få eller ingen kildehenvisninger i denne artikel, hvilket er et problem. Du kan hjælpe ved at angive troværdige kilder til de påstande, som fremføres i artiklen.